# Kirchbichl
Kirchbichl é um município da Áustria, situado no distrito de Kufstein, no estado do Tirol. Tem 14,93 km² de área e sua população em 2019 foi estimada em 5.873 habitantes.